# Cantón de Burie
El cantón de Burie era una división administrativa francesa, que estaba situada en el departamento de Charente Marítimo y la región de Poitou-Charentes.

## Composición
El cantón estaba formado por diez comunas:
- Burie
- Chérac
- Dompierre-sur-Charente
- Écoyeux
- Le Seure
- Migron
- Saint-Bris-des-Bois
- Saint-Césaire
- Saint-Sauvant
- Villars-les-Bois

## Supresión del cantón de Burie
En aplicación del Decreto n.º 2014-269 de 27 de febrero de 2014, el cantón de Burie fue suprimido el 22 de marzo de 2015 y sus 10 comunas pasaron a formar parte del nuevo cantón de Chaniers.